# Mãe Heroica

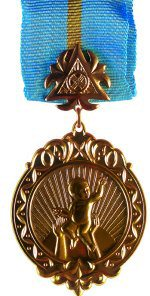
"Алтын алка" ("Pingente de Ouro"), o título de Mãe Heroica no Cazaquistão

Mãe Heroica (em russo:  Мать-героиня, tr. Mat'-geroinya) foi um título honorífico da União Soviética concedido a mulheres que tinham e cuidavam de um grande número de filhos. A ideia era não apenas homenagear as mães de muitas crianças, mas também aumentar a assistência financeira para mulheres grávidas, mães de famílias grandes e as mães solteiras, além de promover um aumento do nível de saúde da mãe e da criança.
O prêmio foi criado em 1944 junto com a Medalha da Maternidade e a Ordem da Glória Maternal, e continuou a existir até a queda da União Soviética em 1991.

## História
O título de "Mãe Heroica" foi a mais alta distinção concedida pela União Soviética a mulheres em reconhecimento ao nascimento e criação de numerosos filhos. Pela primeira vez na história do país, foi instituída uma condecoração especial para mães: a Ordem "Mãe Heroica".  
O título foi criado durante a Grande Guerra Patriótica, período em que milhões de vidas foram perdidas, especialmente entre jovens e homens de meia-idade, resultando em um grande declínio populacional. A instituição do título e da ordem "Mãe Heroica" destacava a urgente necessidade do país em revitalizar sua juventude.  
O design da ordem foi criado pelo artista Iosif Ganf.  
A primeira concessão do título ocorreu por meio do decreto do Presidium do Soviete Supremo da URSS em 27 de outubro de 1944. Entre as 14 mulheres agraciadas, a condecoração de número 1 e o Certificado do Presidium do Soviete Supremo nº 1 foram entregues a Anna Savelievna Aleksakhina, residente do vilarejo de Mamontovka, no Oblast de Moscou, que criou 12 filhos. A premiação aconteceu no Kremlin, em 1º de novembro de 1944.  
As últimas concessões do título na União Soviética ocorreram em 14 de novembro de 1991, conforme decreto do Presidente da URSS.  
Até 1 de janeiro de 1995, cerca de 431 mil mulheres haviam sido condecoradas com a Ordem "Mãe Heroica".  
Nos anos 2000, surgiram debates na Rússia sobre a restauração do título. Em junho de 2022, o presidente Vladimir Putin determinou o retorno do título "Mãe Heroica", adicionando um prêmio financeiro de 1 milhão de rublos. Em 15 de agosto de 2022, o título e a ordem foram oficialmente restabelecidos.
O título honorífico "Mãe Heroica" foi criado em 8 de julho de 1944, pelo Decreto do Presidium do Soviete Supremo. Houve alterações nos detalhes do prêmio até 7 de maio de 1986.

## Estatuto
O título de "Mãe Heroica" é a mais alta distinção concedida a mães que deram à luz e criaram dez ou mais filhos.  
A concessão do título ocorre quando o filho mais novo completa um ano de idade, desde que os demais filhos da mãe ainda estejam vivos.  
Também são considerados para a concessão do título:  
- Filhos adotados legalmente pela mãe;
- Filhos que morreram ou desapareceram em combate defendendo a URSS, no cumprimento do dever militar, no resgate de vidas humanas, na proteção da propriedade socialista ou da ordem pública socialista;
- Filhos que faleceram devido a ferimentos, contusões, invalidez ou doenças adquiridas nessas circunstâncias, bem como aqueles que morreram em decorrência de acidentes de trabalho ou doenças ocupacionais.

As mães agraciadas com o título de "Mãe Heroica" recebem a Ordem "Mãe Heroica" e um Certificado do Presidium do Soviete Supremo da URSS.  
A Ordem "Mãe Heroica" deve ser usada no lado esquerdo do peito e, caso a mãe possua outras condecorações, deve ser posicionada acima delas.

## Descrição

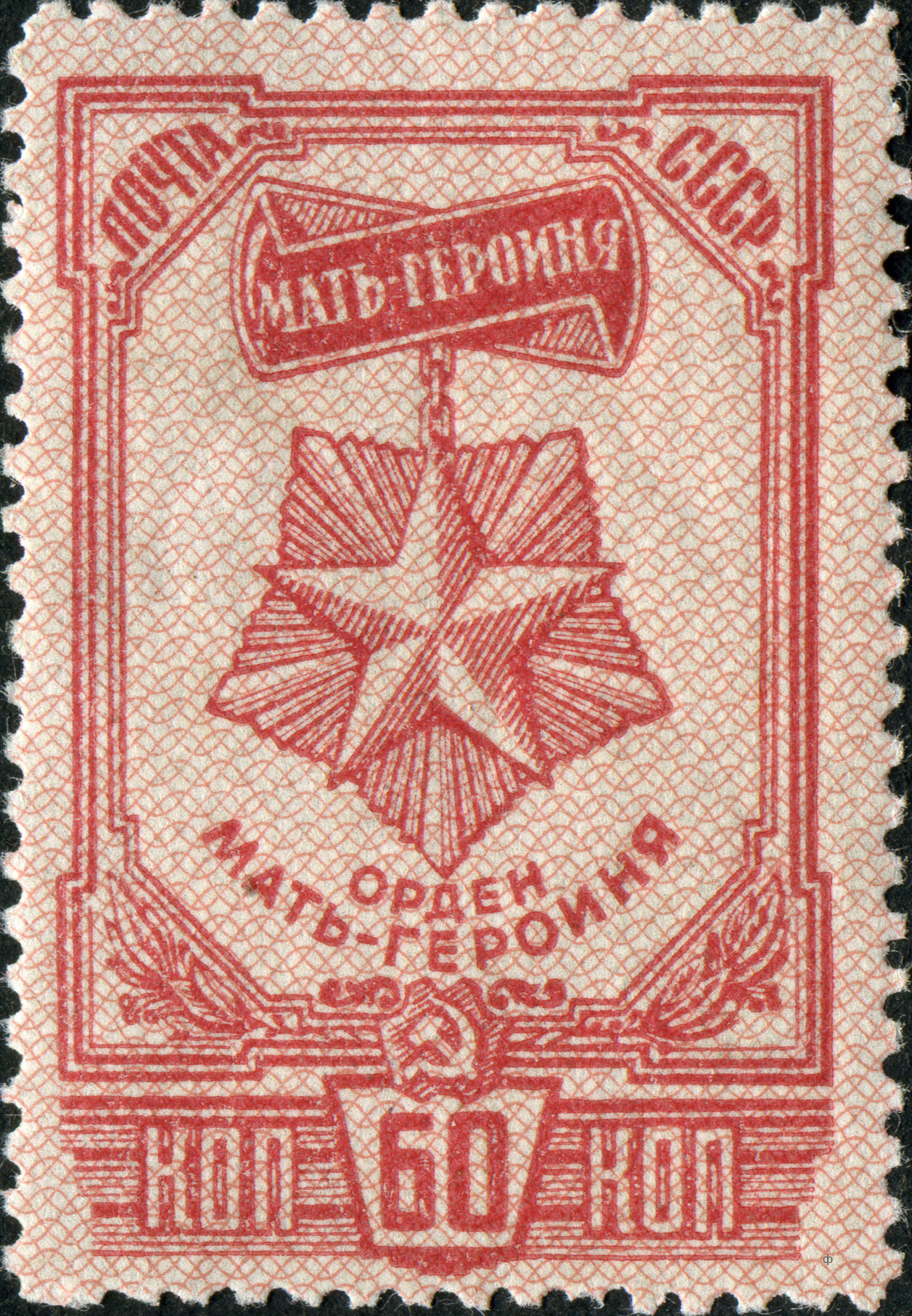
O título em selo da URSS de 1945

A Ordem "Mãe Heroica" consiste em uma estrela dourada em relevo de cinco pontas, sobre um fundo de raios prateados que também formam uma estrela de cinco pontas. As extremidades da estrela prateada ficam posicionadas entre as pontas da estrela dourada.  
O tamanho da ordem, medido entre as pontas opostas da estrela prateada, é de 28 mm. A altura total, incluindo a base, é de 46 mm.  
Em 18 de setembro de 1975, o teor de ouro na medalha era de 4,5±0,4402 g, com teor de prata de 11,525±0,974 g. O ouro utilizado possuía pureza 950. O peso total da ordem era de 17,5573±1,75 g.  
O distintivo da ordem é preso a uma placa metálica decorativa por meio de uma argola e um elo. Essa placa é revestida com esmalte vermelho e apresenta a inscrição em relevo "Мать-Героиня" (Mãe Heroica). Tanto a borda da placa quanto a inscrição são douradas. No verso da placa, há um alfinete para fixação na roupa.  
Atualmente, existem muitas versões da ordem com estrelas douradas feitas de bronze banhado a ouro.